# Bernard Chang
Bernard Chang, né le 26 mai 1972, est un dessinateur canadien de comics.

## Biographie
Bernard Chang naît le 26 mai 1972 au Canada. Il suit des études à l'Institut Pratt. Ses premiers travaux en 1992 sont pour Valiant Comics où il crée graphiquement le personnage de Dr. Mirage sur un scénario de Bob Layton. Après Valiant, il dessine des comics pour Marvel Comics et surtout DC Comics où il est le dessinateur régulier de la série Batman Beyond puis celui de Nightwing. Il travaille aussi pour Walt Disney Imagineering en tant que concept designer,,.